# セバスティアン・パルド
セバスティアン・パルド（Sebastián Pardo, 1982年1月1日 - ）はチリ・キジョータ県出身の元同国代表サッカー選手。現役時代のポジションはMF。
チリ代表では左ウイングを任される選手。スピードがあり、サイド突破する姿が度々見られる。フェイエノールトではボランチや左サイドハーフでプレーし、ユーティリティー性も高い。
この項目は、ウィキプロジェクト サッカー選手の「テンプレート」を使用しています。